# Миколаївська залізниця
Миколаївська залізниця (до 1855 року — Петербурзько-Московська, з 1923 року перейменована в Жовтневу) — побудована в середині XIX століття для забезпечення залізничного сполучення між Санкт-Петербургом і Москвою. Рух відкрито 1851 року.
Миколаївська залізниця стала першою двоколійною казенною залізницею в Російській імперії і поклала початок створенню в державі залізничної мережі загальнодержавного значення. Протяжність залізниці склала 645 км (604 версти). Пізніше до Миколаївської залізниці були приєднані інші лінії.
Залізниця проходила теренами Петербурзької, Московської, Новгородської, Тверської, Псковської, Вітебської і Смоленської губерній.